# Campeonato Europeu de Natação em Piscina Curta de 2004
O Campeonato Europeu de Natação em Piscina Curta de 2004 foi a 8ª edição do evento organizado pela Liga Europeia de Natação (LEN). A competição foi realizada entre os dias 9 e 12 de dezembro de 2004 na arena Wiener Stadthalle, em Viena na Áustria. Contou com 38 provas com destaque para a Alemanha que obteve 22 medalhas, sendo 9 de ouro. Durante o evento Thomas Rupprath da Alemanha quebrou um recorde mundial na modalidade 50 m costas masculino, além de serem quebrados dois recordes europeus nos 200 m costas e 400 m medlay masculino.

## Medalhistas
Esses foram os resultados da competição. 

### Masculino
| Evento          | Ouro                                                                            | Ouro     | Prata                                                                              | Prata    | Bronze                                                                     | Bronze   |
| 50 m Livre      | Mark Foster · Reino Unido                                                       | 21.50    | Mark Veens · Países Baixos                                                         | 21.72    | Eduardo Lorente · Espanha                                                  | 21.75    |
| 100 m Livre     | Frédérick Bousquet · França                                                     | 47.52    | Filippo Magnini · Itália                                                           | 47.66    | Jens Schreiber · Alemanha                                                  | 48.00    |
| 200 m Livre     | Filippo Magnini · Itália                                                        | 1:44.57  | Massimiliano Rosolino · Itália                                                     | 1:44.95  | Paweł Korzeniowski · Polónia                                               | 1:45.58  |
| 400 m Livre     | Massimiliano Rosolino · Itália                                                  | 3:39.66  | Yuri Prilukov · Rússia                                                             | 3:40.65  | Paweł Korzeniowski · Polónia                                               | 3:41.36  |
| 1500 m Livre    | Yuri Prilukov · Rússia                                                          | 14:31.92 | David Davies · Reino Unido                                                         | 14:32.56 | Massimiliano Rosolino · Itália                                             | 14:39.54 |
| 50 m Costas     | Thomas Rupprath · Alemanha                                                      | 23.27    | Vyacheslav Shyrshov · Ucrânia                                                      | 24.50    | Helge Meeuw · Alemanha                                                     | 24.52    |
| 100 m Costas    | Thomas Rupprath · Alemanha                                                      | 50.73    | Markus Rogan · Áustria                                                             | 50.80    | László Cseh · Hungria                                                      | 52.09    |
| 200 m Costas    | Markus Rogan · Áustria                                                          | 1:51.24  | Blaž Medvešek · Eslovênia                                                          | 1:52.39  | Evgeny Aleshin · Rússia                                                    | 1:53.71  |
| 50 m Peito      | Oleg Lisogor · Ucrânia                                                          | 26.92    | Roman Sloudnov · Rússia                                                            | 27.09    | Emil Tahirovič · Eslovênia                                                 | 27.17    |
| 100 m Peito     | Roman Sloudnov · Rússia                                                         | 58.73    | Oleg Lisogor · Ucrânia                                                             | 58.81    | Igor Borysik · Ucrânia                                                     | 59.70    |
| 200 m Peito     | Paolo Bossini · Itália                                                          | 2:07.29  | Sławomir Kuczko · Polónia                                                          | 2:07.61  | Grigory Falko · Rússia                                                     | 2:07.66  |
| 50 m Borboleta  | Mark Foster · Reino Unido                                                       | 23.35    | Jere Hård · Finlândia                                                              | 23.38    | Oliver Wenzel · Alemanha                                                   | 23.50    |
| 100 m Borboleta | Thomas Rupprath · Alemanha                                                      | 50.67    | Nikolay Skvortsov · Rússia                                                         | 50.92    | Ioan Gherghel · Roménia                                                    | 52.26    |
| 200 m Borboleta | Nikolay Skvortsov · Rússia                                                      | 1:52.90  | Paweł Korzeniowski · Polónia                                                       | 1:53.19  | Ioan Gherghel · Roménia                                                    | 1:54.86  |
| 100 m Medley    | Peter Mankoč · Eslovênia                                                        | 53.05    | Markus Rogan · Áustria                                                             | 53.64    | Oliver Wenzel · Alemanha                                                   | 54.14    |
| 200 m Medley    | Markus Rogan · Áustria                                                          | 1:55.15  | László Cseh · Hungria                                                              | 1:55.36  | Vytautas Janušaitis · Lituânia                                             | 1:57.45  |
| 400 m Medley    | László Cseh · Hungria                                                           | :03.96   | Luca Marin · Itália                                                                | 4:05.93  | Igor Berezutskiy · Rússia                                                  | 4:08.91  |
| 4x50 m Livre    | França · David Maître · Alain Bernard · Romain Barnier · Frédérick Bousquet     | 1:26.24  | Alemanha · Benjamin Friedrich · Thomas Rupprath · Jens Schreiber · Carsten Dehmlow | 1:26.30  | Suécia · David Nordenlilja · Marcus Piehl · Erik Andersson · Petter Stymne | 1:26.98  |
| 4x50 m Medley   | Alemanha · Thomas Rupprath · Mark Warnecke · Fabian Friedrich · Carsten Dehmlow | 1:34.56  | Ucrânia · Vyacheslav Shyrshov · Oleg Lisogor · Sergiy Breus · Oleksandr Volynets   | 1:34.94  | Finlândia · Tero Raty · Jarno Pihlava · Jere Hård · Matti Rajakylä         | 1:35.89  |

### Feminino
| Evento          | Ouro                                                                                  | Ouro          | Prata                                                                          | Prata   | Bronze                                                                                    | Bronze  |
| 50 m Livre      | Marleen Veldhuis · Países Baixos                                                      | 24.34         | Anna-Karin Kammerling · Suécia                                                 | 24.57   | Hinkelien Schreuder · Países Baixos                                                       | 24.64   |
| 100 m Livre     | Malia Metella · França                                                                | 53.37         | Marleen Veldhuis · Países Baixos                                               | 53.63   | Josefin Lillhage · Suécia                                                                 | 53.64   |
| 200 m Livre     | Josefin Lillhage · Suécia                                                             | 1:55.36       | Melanie Marshall · Reino Unido                                                 | 1:56.36 | Petra Dallmann · Alemanha                                                                 | 1:57.24 |
| 400 m Livre     | Keri-Anne Payne · Reino Unido                                                         | 4:03.60       | Daria Parshina · Rússia                                                        | 4:04.56 | Erika Villaecija · Espanha                                                                | 4:06.05 |
| 800 m Livre     | Flavia Rigamonti · Suíça                                                              | 8:17.39       | Lotte Friis · Dinamarca                                                        | 8:22.38 | Erika Villaecija · Espanha                                                                | 8:26.38 |
| 50 m Costas     | Antje Buschschulte · Alemanha                                                         | 27.42         | Kateryna Zubkova · Ucrânia                                                     | 27.50   | Ilona Hlaváčková · Chéquial>                                                              | 27.57   |
| 100 m Costas    | Kateryna Zubkova · Ucrânia                                                            | 58.58         | Antje Buschschulte · Alemanha                                                  | 58.70   | Louise Ørnstedt · Dinamarca                                                               | 58.76   |
| 200 m Costas    | Louise Ørnstedt · Dinamarca                                                           | 2:06.33       | Sarah Price · Reino Unido                                                      | 2:07.24 | Gemma Spofforth · Reino Unido                                                             | 2:07.64 |
| 50 m Peito      | Sarah Poewe · Alemanha                                                                | 31.09         | Elena Bogomazova · Rússia                                                      | 31.46   | Kate Haywood · Reino Unido                                                                | 31.52   |
| 100 m Peito     | Sarah Poewe · Alemanha                                                                | 1:06.50       | Mirna Jukić · Áustria                                                          | 1:07.05 | Simone Weiler · Alemanha                                                                  | 1:07.70 |
| 200 m Peito     | Anne Poleska · Alemanha                                                               | 2:21.79       | Mirna Jukić · Áustria                                                          | 2:22.79 | Sarah Poewe · Alemanha                                                                    | 2:24.33 |
| 50 m Borboleta  | Anna-Karin Kammerling · Suécia                                                        | 25.73         | Martina Moravcová · Eslováquia                                                 | 26.14   | Fabienne Nadarajah · Áustria                                                              | 26.27   |
| 100 m Borboleta | Martina Moravcová · Eslováquia                                                        | 56.89         | Mette Jacobsen · Dinamarca                                                     | 58.43   | Malia Metella · França                                                                    | 58.47   |
| 200 m Borboleta | Martina Moravcová · Eslováquia                                                        | 2:06.68       | Mette Jacobsen · Dinamarca                                                     | 2:06.99 | Caterina Giacchetti · Itália                                                              | 2:07.11 |
| 100 m Medley    | Aleksandra Urbanczyk · Polónia                                                        | 1:00.75       | Lisa Chapman · Reino Unido                                                     | 1:00.88 | Teresa Rohmann · Alemanha                                                                 | 1:01.18 |
| 200 m Medley    | Teresa Rohmann · Alemanha                                                             | 2:09.40       | Aleksandra Urbanczyk · Polónia                                                 | 2:10.64 | Julie Hjorth-Hansen · Dinamarca                                                           | 2:13.03 |
| 400 m Medley    | Éva Risztov · Hungria                                                                 | 4:32.26       | Teresa Rohmann · Alemanha                                                      | 4:34.38 | Katinka Hosszú · Hungria                                                                  | 4:35.41 |
| 4x50 m Livre    | Países Baixos · Inge Dekker · Hinkelien Schreuder · Chantal Groot · Marleen Veldhuis  | 1:37.97       | Alemanha · Dorothea Brandt · Janine Pietsch · Daniela Götz · Petra Dallmann    | 1:38.52 | Suécia · Lina Petersson · Anna-Karin Kammerling · Josefin Lillhage · Claire Hedenskog     | 1:38.76 |
| 4x50 m Medley   | Países Baixos · Hinkelien Schreuder · Moniek Nijhuis · Inge Dekker · Marleen Veldhuis | 1:48.21 WBT * | Alemanha · Janine Pietsch · Sarah Poewe · Antje Buschschulte · Dorothea Brandt | 1:48.52 | Suécia · Emelie Kierkegaard · Sanja Dizdarević · Anna-Karin Kammerling · Josefin Lillhage | 1:50.05 |

* Melhor tempo do mundo (não é um recorde mundial oficial, porque o órgão regulador mundial FINA não reconhece tempos de revezamento 4 × 50 m)

## Quadro de medalhas
| Ordem | País          | Medalha de ouro | Medalha de prata | Medalha de bronze | Total |
| ----- | ------------- | --------------- | ---------------- | ----------------- | ----- |
| 1     | Alemanha      | 9               | 5                | 8                 | 22    |
| 2     | Rússia        | 3               | 4                | 3                 | 10    |
| 3     | Reino Unido   | 3               | 4                | 2                 | 9     |
| 4     | Itália        | 3               | 3                | 2                 | 8     |
| 5     | Países Baixos | 3               | 2                | 1                 | 6     |
| 6     | França        | 3               | 0                | 1                 | 4     |
| 7     | Ucrânia       | 2               | 5                | 1                 | 8     |
| 8     | Áustria       | 2               | 4                | 1                 | 7     |
| 9     | Suécia        | 2               | 1                | 4                 | 7     |
| 10    | Hungria       | 2               | 1                | 2                 | 5     |
| 11    | Eslováquia    | 2               | 1                | 0                 | 3     |
| 12    | Dinamarca     | 1               | 3                | 2                 | 6     |
| 12    | Polónia       | 1               | 3                | 2                 | 6     |
| 14    | Eslovênia     | 1               | 1                | 1                 | 3     |
| 15    | Suíça         | 1               | 0                | 0                 | 1     |
| 16    | Finlândia     | 0               | 1                | 1                 | 2     |
| 17    | Espanha       | 0               | 0                | 3                 | 3     |
| 18    | Roménia       | 0               | 0                | 2                 | 2     |
| 19    | Chéquia       | 0               | 0                | 1                 | 1     |
| 19    | Lituânia      | 0               | 0                | 1                 | 1     |
| Total | Total         | 38              | 38               | 38                | 114   |

Legenda
| Recorde mundial       | Recorde mundial (World record)               |                       | Recorde africano                      | Recorde africano (African) |                                           | Q | Classificado por posição (Qualified) |
| Recorde do campeonato | Recorde do campeonato (Championship record)  | Recorde da América    | Recorde da América (Americas)         | q                          | Classificado por melhor tempo (Qualified) |   |                                      |
| Melhor marca do ano   | Melhor marca do ano (World leading)          | Recorde asiático      | Recorde asiático (Asian)              | DNS                        | Não largou (Did not start)                |   |                                      |
| Recorde nacional      | Recorde nacional (National record)           | Recorde europeu       | Recorde europeu (European)            | DNF                        | Não terminou (Did not finish)             |   |                                      |
| Recorde pessoal       | Recorde pessoal do atleta (Personal best)    | Recorde da Oceania    | Recorde da Oceania (Oceania)          | DSQ / DQ                   | Desclassificado (Disqualified)            |   |                                      |
| Recorde da temporada  | Recorde da temporada do atleta (Season best) | Recorde sul-americano | Recorde sul-americano (South America) | NM                         | Sem marca (No mark)                       |   |                                      |